# Serena Licchetta
Serena Licchetta (Gagliano del Capo, 6 ottobre 1993) è un'ex ginnasta italiana, specializzata nelle parallele asimmetriche.
Ha partecipato a due campionati mondiali e ad un campionato europeo: in tutte le occasioni è riuscita a qualificarsi alla fase finale nella specialità Parallele asimmetriche. Dal 2010 la sua attività di ginnasta è stata molto limitata a causa di ripetuti infortuni e quattro interventi chirurgici al ginocchio.

## Carriera

### 2007 e 2008: juniores
Nel 2007, all'età di 14 anni, insieme a Georgia Bonanni, Erika Erbacci, Paola Galante, Andrea La Spada ed Elisabetta Preziosa, Serena entra a far parte della squadra nazionale juniores che il 5 aprile partecipa all'incontro internazionale tra Italia e Germania. Con un totale di squadra di 224,200 punti le ginnaste italiane battono le tedesche, che ottengono solamente 204,850 punti. La Licchetta totalizza un punteggio di 55,60, secondo solo a quello della Galante.
Nel 2008, insieme a Elisabetta Preziosa, Paola Galante, Andrea La Spada, Eleonora Rando e Valentina Scapin gareggia al Grand Prix Città di Jesolo: le azzurre sfidano Stati Uniti, le Spagna e le Romania. Con 172,100 punti, l'Italia vince la medaglia d'argento, dietro solo agli Stati Uniti (181,050 punti).

### 2009: Giochi del Mediterraneo e Campionati mondiali
Per il Trofeo Città di Jesolo che si svolge per il secondo anno consecutivo, Serena viene convocata insieme a Paola Galante, Vanessa Ferrari, Emily Armi, Elisabetta Preziosa, Lia Parolari ed Eleonora Rando. La competizione si svolge dal 30 marzo al 5 aprile, le italiane gareggiano contro Brasile, Cina, Romania e la Gran Bretagna di Elizabeth Tweddle. La nazionale italiana si aggiudica il concorso a squadre del Trofeo con 161,950 punti, davanti al Brasile (159,000 punti) e alla Gran Bretagna (156,350 punti).
Ai Campionati mondiali di ginnastica artistica 2009, Serena si classifica ultima nella finale di specialità alle parallele asimmetriche, in 8ª posizione con 11,950 punti, unica finalista italiana in tale categoria.

### Gli infortuni
Già nel 2009 Serena si era rotta tre ossa del metatarso, di cui uno si ri-frattura la settimana prima di partire per l'Europeo di Birmingham 2010.
A marzo 2011, durante il riscaldamento alle parallele nella tappa di serie A a Bari, si rompe un legamento crociato di un ginocchio; a ottobre dello stesso anno, durante l'allenamento al Centro Tecnico Federale, subisce una distorsione allo stesso ginocchio. Entrambe le volte necessita un intervento chirurgico. Questi infortuni la costringono a smettere di praticare ginnastica ad alto livello e a dedicarsi ad una intensa riabilitazione.
Nel 2012 riprende ad allenarsi.
Nel 2013 partecipa alle competizioni della Robur et Virtus in serie B, senza però gareggiare. Dopo un ulteriore intervento al ginocchio, a giugno 2014 dichiara di avere ricominciato gli allenamenti e di avere intenzione di tornare a gareggiare.

### 2015: Il ritorno
Il 7 febbraio 2015 dopo ben quattro anni di assenza dalle gare e quattro operazioni al ginocchio, partecipa alla serie A2 con la Robur et Virtus.

### 2017: Il ritiro
Annuncia il suo ritiro dall'attività sportiva per dedicarsi all'attività di allenatrice per la società sportiva Robur et Virtus.

## Televisione
Nel 2012–2013 partecipa alla seconda stagione del docu-reality televisivo Ginnaste - Vite parallele trasmesso da Mtv. La serie racconta le vicende di sette ginnaste che si allenano nel Centro Tecnico Federale di Via Ovada a Milano, tra allenamenti, gare ed amicizie..